# Mamiarisoa Modeste Randrianifahanana
Mamiarisoa Modeste Randrianifahanana (ur. 17 czerwca 1967 w Fiakarana) – madagaskarski duchowny rzymskokatolicki, biskup pomocniczy antananarywski (nominat). 

## Życiorys
Święcenia kapłańskie otrzymał 6 września 1996, został inkardynowany do archidiecezji antananarywskiej. 
26 czerwca 2025 papież Leon XIV prekonizował go biskupem pomocniczym archidiecezji antananarywskiej, przydzielając mu stolicę tytularną Iucundiana.